# Qingyuan
Qingyuan (léase Chin-yuan; en chino, 清远; pinyin, Qīngyuǎn; literalmente, ‘claro y distante’) es una ciudad-prefectura en la Provincia de Cantón, República Popular China. Limita al norte con Shaoguan, al sur con Cantón (China), al oeste con Wuzhou y al este con Heyuan. Su área es de 19 000 km² (siendo de las más grandes de la provincia) y su población es de 3,7 millones de habitantes. Su principal idioma es el cantonés. La ciudad es atravesada por el río Bei.

## Administración
La ciudad prefectura de Qingyuan administra un distrito, dos ciudades, tres condados y dos condados autónomos.
- Distrito Qingcheng 清城区
- Ciudad Yingde 英德市
- Ciudad Lianzhou连州市
- Condado Fogang 佛冈县
- Condado Yangshan 阳山县
- Condado Qingxin 清新县
- Condado autónomo Lianshan Zhuang y Yao 连山壮族瑶族自治县
- Condado autónomo Liannan Yao 连南瑶族自治县

## Historia
Antes de la dinastía Qin, esta zona estaba habitada por numerosas minorías antiguas en el sur de China, generalmente los Baiyue. A principios de la dinastía Han, Qingyuan fue una prefectura durante las dinastías del norte y del sur. Sin embargo, el estado de administración de Qingyuan diwn graded al condado de Qingyuan en el décimo año de la era kaihuang de su dinastía. Desde entonces hasta la formación de la República de China en 1911, Qingyuan fue gobernada por la prefectura de Guangzhou （Chino: 廣州 府）. Bajo el Qing, el área era conocida como el Condado de Qingyuan. En el año 1988, se estableció la ciudad de Qingyuan. Estaba bajo el Estado Nanyue. La ciudad actual fue establecida en 1988.